# Luigi Castiglione
Luigi Castiglione (San Severo, 8 aprile 1967) è un ex pugile italiano, olimpionico a Barcellona 1992, campione europeo dei pesi gallo e mondiale WBU dei supermosca.

## Biografia

### Carriera nei dilettanti
Campione italiano dilettanti dei pesi minimosca a Pesaro nel 1984 e dei pesi mosca a Messina nel 1986. Nel 1985 vinse la medaglia di bronzo nei minimosca ai Campionati del mondo juniores di Bucarest. Fu poi vicecampione europeo dei minimosca a Göteborg nel 1991 e rappresentò l'Italia alle Olimpiadi di Barcellona del 1992, dove fu eliminato al primo turno nei minimosca dal coreano Cho Dong Bum per 8:2.

### Carriera nei professionisti
Pugile professionista dal 1993. Conquistò il titolo italiano dei mosca il 17 febbraio 1995, battendo ai punti Mercurio Ciaramitario. Lo difese vittoriosamente tre volte: due contro lo stesso Ciaramitario e una volta contro il sardo Poddighe.
Castiglione fallì un primo tentativo di conquistare il titolo mondiale WBU dei mosca, nel 1996, perdendo ai punti a San Mango d'Aquino contro il thailandese Sornpichai Kratingdaenggym. 
Si rifece l'anno seguente conquistando quello WBU dei supermosca, a Grosseto, battendo ai punti il brasiliano Giovanni Andrade. Difese il titolo mondiale, vincendo sempre ai punti in 12 riprese, ad Aulla contro Suvatchai Chalermsri e a San Severo contro il sudafricano Abbey Mnisi e il trentaseienne argentino José Humberto Lagos. 
Perse il titolo ai punti il 1º agosto 1998 a San Benedetto del Tronto contro il Sudafricano Mzukisi Sikali. Lo riconquistò - sempre ai punti - nella rivincita allestita l'anno seguente, a San Severo. 
Il 6 ottobre 2000 combatté il primo match all'estero, a Comune di Næstved (Danimarca) dove conquistò il titolo europeo dei pesi gallo, battendo il campione locale Jesper Jensen. Lo perse a Parigi il 6 marzo successivo dai pugni del francese Fabien Guillerme.
Dopo un ultimo vittorioso incontro contro lo slovacco Peter Feher, nel settembre 2002, a trentacinque anni, appese i guantoni al chiodo.